# 上杉邦憲
上杉 邦憲（うえすぎ くにのり、1943年（昭和18年）4月18日 - ）は、日本の宇宙工学者。専門は、宇宙航行力学・システム工学。学位は、工学博士（東京大学・1977年）（学位論文「Optimum low-thrust multiple rendezvous（低推力による多数回ランデヴーの最適化に関する研究）」）。東京大学宇宙航空研究所助教授・文部省宇宙科学研究所教授・宇宙航空研究開発機構宇宙科学研究本部教授などを歴任。上杉氏第32代当主。山形県生まれ。

## 略歴
- 1962年（昭和37年）：成蹊高等学校卒業[1]。
- 1966年（昭和41年）：東京大学工学部航空学科宇宙コース卒業。
- 1968年（昭和43年）：東京大学大学院工学研究科航空学専攻修士課程修了。
- 1977年（昭和52年）：東京大学より工学博士の学位を取得。学位論文の題は「Optimum low-thrust multiple rendezvous(低推力による多数回ランデヴーの最適化に関する研究)」[2]。
- 1978年（昭和53年）：東京大学宇宙航空研究所助教授。
- 1981年（昭和56年）：文部省宇宙科学研究所教授。
- 2003年（平成15年）：宇宙航空研究開発機構の発足に伴い、同機構宇宙科学研究本部教授。
- 2006年（平成18年）：定年退官。

## 業績
- 1985年（昭和60年）のハレー探査機「さきがけ」及び1990年（平成2年）の米ソについで3番目の月衛星「ひてん」の打ち上げを担当した。
- 2007年（平成19年）4月、惑星探査機「はやぶさ」プロジェクトチームの一員として「平成19年度科学技術分野の文部科学大臣表彰 科学技術賞（研究部門）」を受賞（受賞業績名：「はやぶさ」のイトカワへの降下と着陸及び科学観測に関する研究、受賞時の職名：元 独立行政法人宇宙航空研究開発機構 宇宙科学研究本部宇宙航行システム研究系主幹）。
- JAXA在職時の最後の業績が「はやぶさ」であった[3]。

## 家系

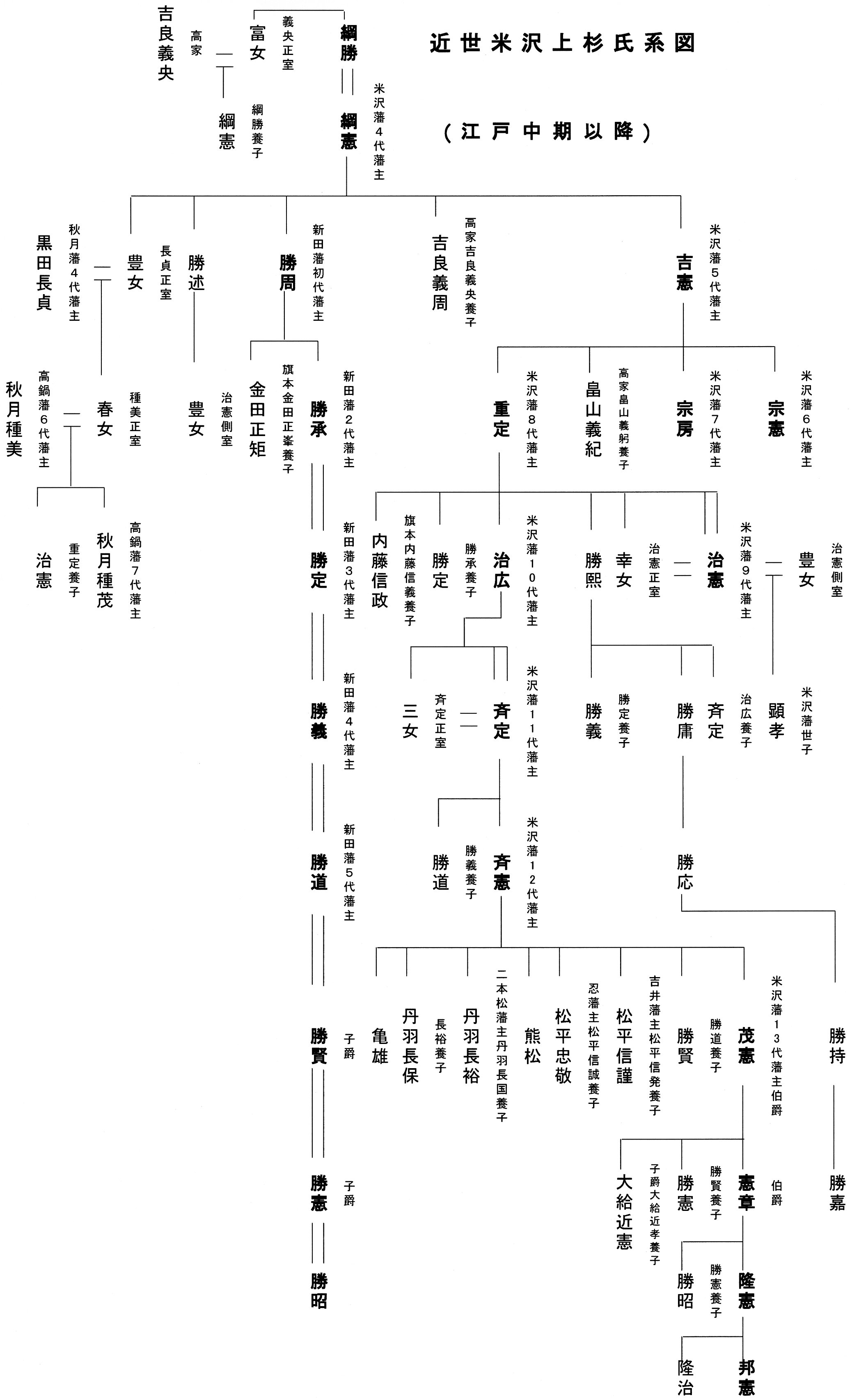
江戸時代中期から昭和時代までの米沢上杉家系図。

上杉隆憲・敏子夫妻の長男で、旧米沢藩主上杉家の16代当主にあたる（山内上杉家では32代目）。また、母・敏子は徳川宗家17代当主・徳川家正と、最後の薩摩藩主・島津忠義の娘・正子の次女である。初代米沢藩主・上杉景勝の直系子孫であり、血統上の主な先祖には他に吉良義央、石田三成、佐々成政、今川義元、北条氏康、武田信虎などがいる。
宇宙科学の分野で活動する傍ら、上杉家の当主ということもあり、上杉氏関連の講演会で講師も務めている。

### 親族
- 父：上杉隆憲
- 母：敏子（徳川宗家17代当主・徳川家正の長女）
- 祖父：上杉憲章
- 祖母：房子（鷹司煕通の娘）
- 兄弟姉妹：筧統子（もとこ）、山中絇子（あやこ）、上杉隆治[4]
- 長男：上杉裕憲
- 長女：朋子
- 孫：上杉紀憲[5]
- 従兄、義叔父：徳川恒孝
- 従弟：松平恒和

### 系譜
| 上杉邦憲 | 父 上杉隆憲 | 祖父 上杉憲章  | 曾祖父 上杉茂憲   |
| 上杉邦憲 | 父 上杉隆憲 | 祖父 上杉憲章  | 曾祖母 伊藤兼     |
| 上杉邦憲 | 父 上杉隆憲 | 祖母 鷹司房子  | 曾祖父 鷹司熙通   |
| 上杉邦憲 | 父 上杉隆憲 | 祖母 鷹司房子  | 曾祖母 徳大寺順子 |
| 上杉邦憲 | 母 徳川敏子 | 祖父 徳川家正  | 曾祖父 徳川家達   |
| 上杉邦憲 | 母 徳川敏子 | 祖父 徳川家正  | 曾祖母 近衞泰子   |
| 上杉邦憲 | 母 徳川敏子 | 祖母: 島津正子 | 曾祖父 島津忠義   |
| 上杉邦憲 | 母 徳川敏子 | 祖母: 島津正子 | 曾祖母 山崎寿満子 |